# Actium
Actium (moderne navn: la Punta) er det antikke navn for et forbjerg i det nordlige Akarnanien på den græske vestkyst. Actium er hovedsageligt berømt for at være stedet for Octavians afgørende sejr over Marcus Antonius. Til minde om denne sejr lod Octavian udbygge det berømte Apollotempel til ære for Apollo Actius, og til minde om kampen oprettede han eller fornyede de "lege", som blev holdt hvert femte år og blev kaldt de Actiske Lege. Den Actiske æra var en periode efter Søslaget ved Actium. Der var også en lille by eller landsby på forbjerget, der blev kaldt Actium.
2. september 31 f.Kr. blev havet udfor bjerget skueplads for et stort søslag mellem Marcus Antonius og hans rivaliserende triumvir Octavian – Slaget ved Actium. Octavian vandt derfor magtkampen i 31 f.Kr. og blev i 27 f.Kr. den første romerske kejser under navnet Cæsar Augustus.
Actium tilhørte oprindeligt de korinthiske nybyggere fra Anactorium, som formentlig blev grundlagt med henblik på tilbedelse af Apollo Actius og de Actiske Lege. I det 3. århundrede f.Kr. faldt stedet til det akarnaniske folk, som siden holdt deres synoder her.
38°57′11″N 20°46′05″Ø / 38.953°N 20.768°Ø